# Filippo Strocchi
Filippo Strocchi (Modena, 5 febbraio 1982) è un attore teatrale, cantante e ballerino italiano, noto soprattutto come interprete di musical.

## Biografia
Nato e cresciuto a Modena, Filippo Strocchi si è formato come attore di musical alla Bernstein School of Musical Theatre e poi alla Guildford School of Acting.
Ha fatto il suo debutto professionale nel 2006 interpretando il protagonista Danny Zuko nella tournée italiana di Grease della Compagnia della Rancia, rimanendo nel cast per due anni. Nel 2009 ha fatto il suo esordio internazionale interpretando Fiyero nella produzione tedesca di Wicked in scena a Stoccarda. Nel 2010 è tornato in Italia per interpretare il protagonista maschile Link Larkin nel tour di Hairspray, seguito sempre nello stesso anno dal ruolo principale di Nick Hurley nella produzione italiana di Flashdance prodotta dalla Stage Entertainment.
Nel 2012 ha interpretato Mercuzio in un adattamento musicale di Romeo e Giulietta diretto da Claudio Insegno e DJ Monty nella riduzione teatrale de La febbre del sabato sera in scena al Teatro Nazionale di Milano. Nel 2013 Saverio Marconi lo ha diretto nuovamente in Grease, in cui Strocchi è tornato a interpretare il protagonista Denny in un tour italiano del musical. Nel 2014 ha fatto il suo esordio sulle scene britanniche interpretando il Rum Tum Tugger nel musical di Andrew Lloyd Webber Cats; Strocchi è rimasto nel cast anche nel tour europeo del musical. Ritornato in Italia, nel 2016 ha ricoperto il ruolo del protagonista maschile Che nel musical Evita diretto da Massimo Romeo Piparo con Malika Ayane nel ruolo di Eva Peron.
Nel 2017 ha interpretato il protagonista Tony Manero ne La febbre del sabato sera in Svizzera, mentre l'anno successivo ha cantato il ruolo di Barrett nel musical Titanic in scena a Ingolstadt. Nello stesso periodo ha recitato a Vienna nel musical Tanz der Vampire, dove oltre a ricoprire un ruolo secondario era il primo sostituto per il ruolo del protagonista Von Krolock. Dopo aver interpretato Ponzio Pilato in Jesus Christ Superstar a Vienna, sempre nel 2018 ha interpretato il protagonista Von Krolock in Tanz der Vampire a Berlino. Nel 2019 è tornato ad interpretare Tony Manero ad Ingolstadt, Pilano a Vienna e ha interpretato Riff Raff nel musical The Rocky Horror Show in scena ad Amstetten. Tra il 2019 e il 2020 è inoltre tornato ad interpretare il conte von Krolock in Tanz der Vampire ad Oberhausen.

## Teatro (parziale)
- Grease, colonna sonora e libretto di Jim Jacobs e Warren Casey, regia di Saverio Marconi. Tournée italiana (2006-2008)
- Wicked, libretto di Winnie Holzman, colonna sonora di Stephen Schwartz, regia di Joe Mantello. Stage Palladium Theater di Stoccarda (2009)
- Hairspray, libretto di Mark O'Donnell e Thomas Meehan, testi di Scott Wittman, colonna sonora di Marc Shaiman, regia di Massimo Romeo Piparo. Tournée italiana (2010)
- Flashdance, libretto di Tom Hedley e Robert Cary, colonna sonora di Robbie Roth, regia di Glenn Casale e Federico Bellone. Tournée italiana (2010-2011)
- Sweeney Todd: The Demon Barber of Fleet Street, libretto di Hugh Wheeler, colonna sonora di Stephen Sondheim, regia di Mario Simeoli. Sala Uno di Roma (2011)
- Romeo e Giulietta Live 3D, libretto di Massimo Smith, colonna sonora di Bruno Coli, regia di Claudio Insegno. Tournée italiana (2011-2012)
- La febbre del sabato sera, libretto di Nan Knighton, Arlene Phillips. Paul Nicholas e Robert Stigwood, colonna sonora di autori vari, regia di Carline Brouwer, adattamento di Franco Travaglio. Teatro Nazionale di Milano (2011)
- Grease, colonna sonora e libretto di Jim Jacobs e Warren Casey, regia di Saverio Marconi. Tournée italiana (2013)
- Cats, libretto di T. S. Eliot, colonna sonora di Andrew Lloyd Webber, regia di Trevor Nunn. Tournée europea (2014)
- Evita, libretto di Tim Rice, colonna sonora di Andrew Lloyd Webber, regia di Massimo Romeo Piparo, con Malika Ayane. Teatro Sistina di Roma e tournée italiana (2016)
- La febbre del sabato sera, libretto di Nan Knighton, Arlene Phillips. Paul Nicholas e Robert Stigwood, colonna sonora di autori vari, regia di Stanislav Mosa. Walensee-Bühne di Walenstadt (2017)
- Tanz der Vampire, libretto di Michael Kunze, colonna sonora di Jim Steinman, regia di Cornelio Balto. Ronacher di Vienna (2017)
- Titanic, libretto di Peter Stone, colonna sonora di Maury Yeston, regia di S. Moš. Stadttheater di Ingolstadt (2018)
- Jesus Christ Superstar, libretto di Tim Rice, colonna sonora di Andrew Lloyd Webber, regia di Alex Balga. Ronacher di Vienna (2018)
- Rock of Ages, libretto di Chris D'Arienzo, regia di Alex Balga. Theater Johann Pölz-Halle di Amstetten (2018)
- Tanz der Vampire, libretto di Michael Kunze, colonna sonora di Jim Steinman, regia di Roman Polański. Theater des Westens di Berlino (2018)
- La febbre del sabato sera, libretto di Nan Knighton, Arlene Phillips. Paul Nicholas e Robert Stigwood, colonna sonora di autori vari, regia di S. Mosa. Stadttheater di Ingolstadt (2019)
- Jesus Christ Superstar, libretto di Tim Rice, colonna sonora di Andrew Lloyd Webber, regia di Alex Balga. Raimundtheater di Vienna (2019)
- The Rocky Horror Show, libretto e colonna sonora di Richard O'Brien, regia di Alex Balga. Musicalsommer di Amstetten (2019)
- Tanz der Vampire, libretto di Michael Kunze, colonna sonora di Jim Steinman, regia di Cornelio Balto. Metronom Theater di Oberhausen (2019-2020)
- Nine, libretto di Arthur Kopit, colonna sonora di Maury Yeston, regia di Saverio Marconi. Teatro Comunale di Ferrara e al Teatro Municipale Valli di Reggio Emilia (2021)
- Tanz der Vampire, libretto di Michael Kunze, colonna sonora di Jim Steinman, regia di Cornelio Balto. Palladium Theatre di Stoccarda (2021)